# Abu Zurajk (Syria)
Abu Zurajk (arab. أبو زريق) – wieś w Syrii, w muhafazie As-Suwajda. W 2004 roku liczyła 512 mieszkańców.